# IC 1652
IC 1652 est une galaxie lenticulaire située dans la constellation des Poissons. Sa vitesse par rapport au fond diffus cosmologique est de (4883 ± 36) km/s, ce qui correspond à une distance de Hubble de 72,0 ± 5,1 Mpc (∼235 millions d'al). IC 1652 a été découverte par l'astronome français Stéphane Javelle en 1903.

## Groupe de NGC 452
IC 1652 fait partie du groupe de NGC 452 dont les membres sont indiqués dans des articles d'Abraham Mahtessian paru en 1998 et de A.M Garcia paru en 1993. Ce groupe compte plus d'une vingtaine de galaxies.